# لجنة تسمية الجينات هيوغو
لجنة تسمية الجينات هيوغو واختصارا (HGNC) هي لجنة تابعة لمنظمة الجينوم البشري (HUGO) تعمل على تحديد معايير تسمية الجينات [الإنجليزية] البشرية. تُصادق HGNC على اسم فريد ذو معنى لكل جين بشري معروف، استنادا على استطلاع لرأي الخبراء. فضلا على الإسم الذي يكون عادة بطول كلمة إلى 10 كلمات، تعين اللجنة رمزا (مجموعة قصيرة من المحارف) لكل جين. كما هو الحال مع رموز نظام الوحدات الدولي، رمز الجين مثل الاختصار لكنه أزيد من ذلك ويمكن اعتباره اسما ثانيا فريدا يمكن استخدامه في حد ذاته كأنه بديل للاسم الطويل. رمز الجين ليس بالضرورة "نحطا" (Acronym) للحروف الأولى من كلمات الاسم الطويل، لكن العديد من رموز الجينات هي كذلك.

## إرشادات التسمية
نشرت لجنة HGNC أحدث إرشادات تسمية الجينات البشرية في 2020 ويمكن اختصارها كالتالي:
- رموز الجينات يجب أن تكون فريدة.
- يجب أن لا تحتوي الرموز سوى على حروف لاتينية وأرقام عربية.
- يجب أن لا تحتوي الرموز على ترقيم أو "G" اختصار لـgene.
- يجب أن لا تحتوي الرموز على إشارات إلى الأنواع التي تُرمز فيها مثل "H/h" التي تشير إلى بشري human.

صرحت HGNC أن "تسمية الجينات يجب أن تتطور مع التكنولوجيا الجديدة بدل أن تكون مقيدة، كما يحدث في بعض الأحيان حين يُطبق نظامي تسمية واحد تاريخي والآخر نظام تسمية جين واحد." أصدرت HGNC كذلك إرشادات لأنواع مخصصة من المواقع الصبغوية مثل المواقع الراجعة الذاتية، المتغيرات البنيوية، والرنا غير المشفر.

## روابط خارجية
- الصفحة الرئيسية لـHGNC
- الصفحة الرئيسية لـHUGO